# Anni 810 a.C.
Gli anni 810 a.C. sono il decennio che comprende gli anni dall'819 a.C. all'810 a.C. inclusi.

## Morti
- Jehu, re israelita810 a.C.
- Ishpuini di Urartu, re armeno